# Picnic all'inferno
Picnic all'inferno è un singolo del cantante italiano Piero Pelù pubblicato il 18 ottobre 2019 come singolo d'anticipo dell'album Pugili fragili.
Nel singolo, Pelù duetta con la voce di Greta Thunberg, tramite campionamenti del discorso che l'attivista svedese ha tenuto a Katowice nel 2018 in occasione della COP24.

## Video musicale
In concomitanza con il lancio del singolo, è stato pubblicato il videoclip sul canale YouTube del cantante.